# Myrosław Symczycz
Myrosław Wasylowycz Symczycz (ukr. Мирослав Васильович Симчич), ps. Krywonis (ukr. Кривоніс, tłum. Krzywonos) (ur. 5 stycznia 1923 we wsi Berezów Wyżny, zm. 18 stycznia 2023 w Kołomyi) – ukraiński działacz niepodległościowy, nacjonalista, kapitan Ukraińskiej Powstańczej Armii, długoletni więzień polityczny (32 lata więziony w łagrach w ZSRR).

## Życiorys
W latach 1939–1942 uczęszczał do szkoły wieczorowej, w latach 1942–1944 do technikum budowlanego w Kołomyi.
Od 1941 był członkiem Junactwa OUN, 20 października 1943 wstąpił do UPA. Ukończył szkołę oficerską w 1944. Na przełomie 1944/1945 roku brał udział w bitwie z NKWD w rejonie Kosmacza, przejął tam dowództwo sotni.
Zimą 1945 jego sotnia zorganizowała zasadzkę na pułk NKWD z dywizji gen. S. Derhaczewa. W tej bitwie został ranny.
W końcu 1948 został wzięty do niewoli, w 1949 skazany przez sąd wojskowy w Stanisławowie na 25 lat łagru w systemie Gułagu. W 1953, po grupowej bójce z więźniami kryminalnymi (którą potraktowano jako „utworzenie organizacji nacjonalistycznej”), dodano mu do wyroku 10 lat obozu. Został wypuszczony w 1963, jednak powtórnie aresztowano go w 1968. Przed zakończeniem kary w 1982, dodano mu wyrok 2,5 lat więzienia za obrażanie władzy radzieckiej. Został ostatecznie uwolniony w 1985, po 32 latach, 6 miesiącach i 3 dniach.
5 stycznia 2008 w Kołomyi odsłonięto poświęcony mu pomnik. 12 maja 2013 otrzymał honorowe obywatelstwo miasta Lwowa.
15 listopada 2017 roku, na wniosek prokuratury okręgowej w Iwano-Frankiwsku, Sąd Rejonowy w Kosowie zrehabilitował Myrosława Symczycza.

## Odznaczenia
- Bohater Ukrainy (2022)
- Medal jubileuszowy „25 lat niepodległości Ukrainy” (2016)
- Order Wolności  (2015)[5]
- Order „Za zasługi” III klasy[6] (2005)